# Benni Bärenstark

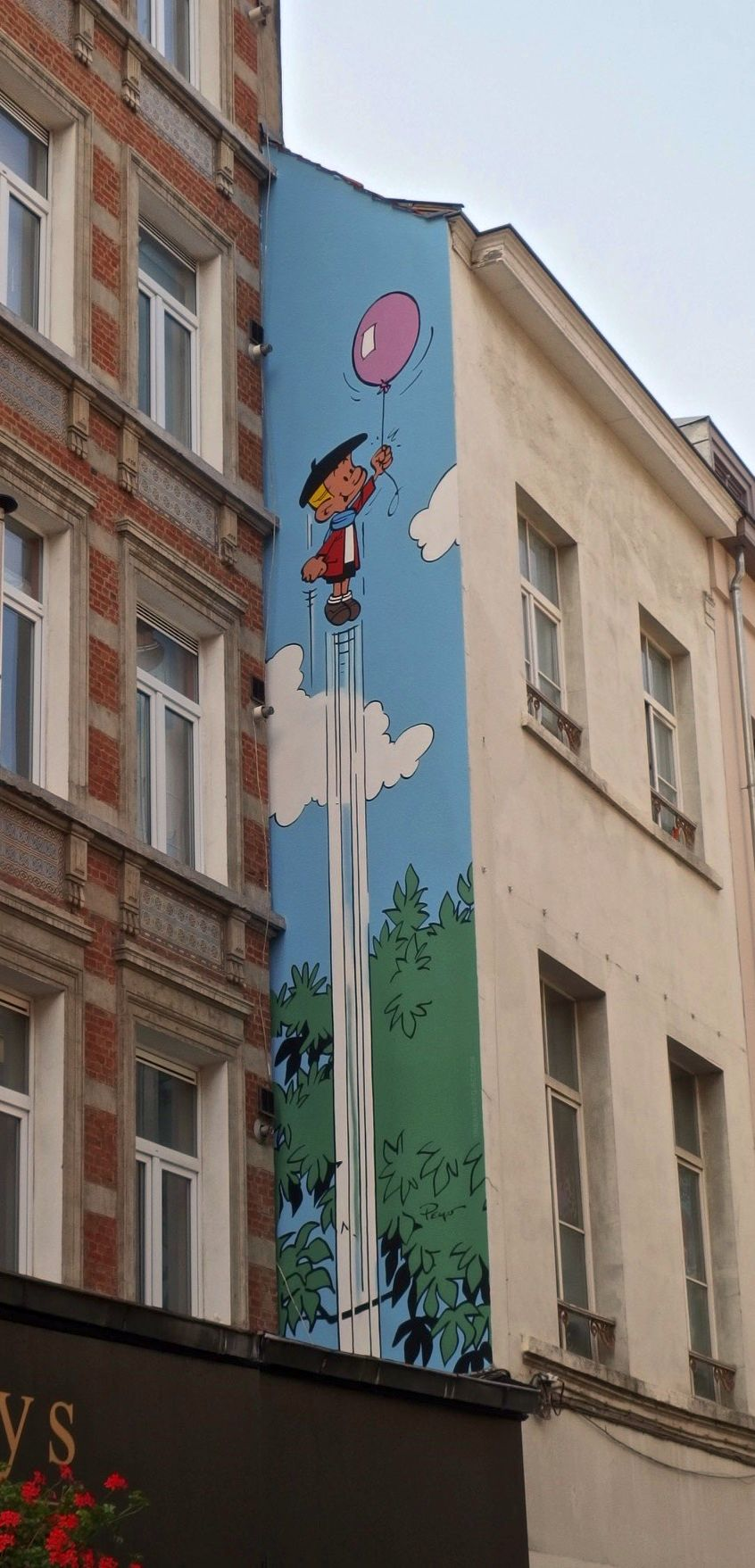
Wandgemälde in Brüssel, Rue Haute 119 (Parcours Bande Dessiné)

Benni Bärenstark (Originaltitel: Benoît Brisefer) ist die Titelfigur einer Comicserie, die der belgische Zeichner Peyo 1960 erschuf. In der ersten deutschen Veröffentlichung des Comics ab 1971 lautete ihr Name Der kleine Winni.

## Charaktere
Benni Bärenstark (frz. Benoît Brisefer) ist ein Schuljunge unbestimmten Alters, der außergewöhnlich stark ist und unheimlich hoch springen kann. Er verliert jedoch seine Kräfte, wenn er Schnupfen bekommt. Der Verlust seiner Kräfte kommt in jedem Album vor. In seiner Heimatstadt Piepenhausen (frz. Vivejoie-La-Grande; in den Übersetzungen des Toonfish-Verlags Freudenberg genannt) und an anderen Orten erlebt er verschiedene Abenteuer. Von seiner Familie wird nur ein Onkel vorgestellt; Eltern oder Geschwister tauchen nicht im Bild auf. Er ist wissbegierig, neugierig, fleißig, höflich, außerordentlich gutmütig, ringt nur einmal in der zweiten albenlangen Geschichte kurz mit der Versuchung, sich mithilfe seiner Stärke einen unerlaubten Vorteil zu verschaffen (Madame Albertine, S. 50f), und wird erst im zwölften Album auch als naschhaft (Schokolade & Knallbonbons, S. 45, letztes Bild) vorgeführt. Wegen seiner Stärke wird er bereits in der ersten Geschichte als häufig allein dargestellt: Jüngere und gleichaltrige Freunde meiden ihn. Erst in der Ferienlagergeschichte des elften Albums (Susis Geheimnis) sieht man ihn mit gleichaltrigen Freunden. Dagegen hat er von Beginn der Serie an mehrere erwachsene Freunde. Wenn er etwas Ungesetzliches beobachtet, meldet er es der Polizei, aber – running Gag in fast allen Alben – natürlich glaubt kein Erwachsener einem kleinen Jungen.
Herr Fitzke (frz. Jules Dussiflard; bei Kauka: Herr Knollmann; bei Toonfish: Julius Piepke) ist Taxifahrer in Piepenhausen. Mit ihm erlebt Benni mehrere seiner Abenteuer. Er taucht schon im ersten Album Die roten Taxis auf, in dem er sich gegen die Konkurrenz der vielen roten Taxis durchsetzen muss. Hinter den roten Taxis steht eine kriminelle Bande, die ganz Piepenhausen ausrauben möchte. Doch Benni und Fitzke können die Tat verhindern. Er ist ein netter Erwachsener, mit dem sich Benni sehr gut versteht – fast wie in einer Vater-Sohn-Beziehung. Bei allen Auftritten sieht man Fitzke um Bennis Gesundheit besorgt, da er nicht an dessen unglaubliche Stärke glaubt. Einen Einblick in die Vergangenheit als Trompeter in der Piepenhausen-Jazz-Band bietet das dritte Album (Bennis zwölf große Taten), in der auch der unterschiedliche Lebensweg seiner Mitmusiker dargestellt wird.
Madame Albertine (frz. Mme. Adolphine; bei Kauka: Frau Wilhelmine) ist eine sehr alte Dame. Sie erscheint erstmals im zweiten Album der Serie. Mit ihr unterhält Benni eine sehr gute Beziehung und bekommt auch mehrmals Süßigkeiten geschenkt. Der Mechaniker Bruno Klingbeil (frz. Serge Vladlavodka) fertigt nach dem Vorbild der alten Dame einen Roboter an, der nicht nur ihrem Äußeren ähnelt, sondern auch ihre Eigenschaften haben soll. Bei einer Reparatur vertauscht er jedoch zwei Drähte und verkehrt damit den Charakter des Roboters ins Gegenteil, der nun als eine Art böse Albertine (Lady Alberta) als Diebin, Bankräuberin und Chefin einer Verbrecherbande Schlagzeilen macht. Mehrmals muss Benni die beiden Damen anhand ihres Pulses unterscheiden und die Roboter-Albertine wieder zu Bruno Klingbeil zurückbringen, der daraufhin ihre Batterie entfernt.
Onkel Hubert (frz. Oncle Placide) arbeitet als G.O.R.I.L.L.A. (= „Gefahrschutz-Offizier in Risikoreichen Internationalen Leib-und-Leben-Angelegenheiten“, lt. Toonfish; Carlsen: beim HI.D.S.A.P., dem Hilfsdienst zum Schutze ausländischer Persönlichkeiten), und lebt auf dem Lande. Mit ihm erlebt Benni sein viertes Abenteuer, als sie gemeinsam die Sommerferien verbringen möchten. Doch zu Beginn des Urlaubs muss Onkel Hubert außerplanmäßig einen nörgeligen Finanzminister beschützen, der die Druckplatten der Banknoten seines Heimatlandes abholen will. Da jedoch auch eine Gangsterbande es um jeden Preis auf diese Klischees abgesehen hat, entwickelt sich der vermeintliche Routinejob zu einer turbulenten Verfolgungsjagd, bei der Benni einmal mehr seine Stärke unter Beweis stellen kann. Wie die Mehrzahl der Erwachsenen in dieser Serie glaubt auch Hubert nicht an die außergewöhnlichen Kräfte seines Neffen. Er spielt ebenfalls eine Hauptrolle in den Alben John-John und Auf den Spuren des weißen Gorillas.

## Entwicklung und Veröffentlichung
Peyo wurde zwar bereits bei den ersten beiden Bänden von Willy Maltaite alias Will als Zeichner der Dekors und Hintergründe unterstützt, gab aber Benni Bärenstark dann dennoch an andere Autoren weiter, um sich verstärkt um seine Erfolgsserie Die Schlümpfe zu kümmern. Die Bände 3 bis 6 (1966–1972) wurden von Walthéry gezeichnet, Band 7 (1978) von Blesteau.
Freunde des franko-belgischen Funny-Comics mussten lange auf eine Fortsetzung warten: Erst nach Peyos Tod (1992) wurde die Reihe von Peyos Sohn Thierry Culliford (* 1955) als Texter und Pascal Garray (* 12. Dezember 1965, † 17. Januar 2017) als Zeichner im Studio Peyo fortgeführt.
In Deutschland erschienen die Comics erstmals von 1971 bis 1977 als Der kleine Winni in Fix und Foxi, z. T. in Fortsetzungen im wöchentlichen Magazin, z. T. auch im Albumformat in der Reihe Fix und Foxi Album (Bände 14 und 19) bzw. in der anschließenden Heftreihe Fix und Foxi Spaß (Hefte 23 und 28).
Der Carlsen Verlag brachte zwölf Bände der Serie unter dem Titel Benni Bärenstark in den Jahren 1980 bis 2004 heraus.
Seit 2013 werden die Alben beim toonfish Verlag erneut aufgelegt und fortgesetzt. Dort erschien auch von 2022 bis 2024 eine fünfbändige Gesamtausgabe, die zusätzlich noch einige Kurzgeschichten sowie (in Band 3) die Nebenserie Pierrot und die Lampe von Peyo enthält.

## Titelübersicht
| Nr. | Französischer Originaltitel          | Französische Ausgaben                                                                   | Deutsche Ausgaben |
| --- | ------------------------------------ | --------------------------------------------------------------------------------------- | --- |
| 1.  | Les Taxis Rouges                     | Spirou 1183 v. 15. Dezember 1960 bis 1224 v. 28. September 1961, Album 1962 (64 Seiten) | Der kleine Winni mit dem großen Geheimnis: Die roten Blitze (Fix und Foxi 19-30 / 19. Jg. [1971]); Der Kleine Winni: Die roten Blitze (Fix und Foxi Album 14, 1973); Die roten Taxis (Carlsen Album 1, 1980; Toonfish Bd. 1, 2013; Gesamtausgabe Bd. 1, 2022)                            |
| 2.  | Madame Adolphine                     | Spirou 1292 v. 17. Januar 1963 bis 1326 v. 12. September 1963, Album 1965 (64 Seiten)   | Der Kleine Winni: Wer ist Wilhelmine? (Fix und Foxi 31-44 / 19. Jg. [1971]); Der kleine Winni: Die wilde Wilhelmine (Fix und Foxi Album 19, 1974); Madame Albertine (Carlsen Album 2, 1980); Frau Albertine (Toonfish Bd. 2, 2013); Rätsel um Frau Albertine (Gesamtausgabe Bd. 1, 2022) |
| 3.  | Les Douze Travaux de Benoît Brisefer | Spirou 1459 v. 31. März 1966 bis 1517 v. 11. Mai 1967, Album 1968 (64 Seiten)           | Die zwölf großen Taten des kleinen Winni (Fix und Foxi 40-49 / 20. Jg. [1972]); Der kleine Winni: Ein unglaubliches Abenteuer (Fix und Foxi Spaß 23, 1975); Bennis zwölf große Taten (Carlsen Album 3, 1980; Toonfish Bd. 3, 2013; Gesamtausgabe Bd. 1, 2022)                            |
| 4.  | Tonton Placide                       | Spirou 1555 v. 1. Februar 1968 bis 1584 v. 22. August 1968, Album 1969 (64 Seiten)      | Der kleine Winni mit dem großen Geheimnis: Der schwarze Koffer (Fix und Foxi 3–11 / 20. Jg. [1972]); Abenteuer mit Onkel Hubert (Carlsen Album 4, 1980; Toonfish Bd. 4, 2013; Gesamtausgabe Bd. 2, 2022)                                                                                 |
| 5.  | Le Cirque Bodoni                     | Spirou 1647 v. 6. November 1969 bis 1675 v. 21. Mai 1970, Album 1971 (64 Seiten)        | Star in der Manege (Fix und Foxi 9-16 / 21. Jg. [1973]); So ein Zirkus... (Fix und Foxi Spaß 28, 1976); Circus Bodoni (Carlsen Album 5, 1981; Toonfish Bd. 5, 2013; Gesamtausgabe Bd. 2, 2022)                                                                                           |
| 6.  | Lady d'Olphine                       | Spirou 1771 v. 23. März 1972 bis 1795 v. 7. September 1972, Album 1973 (56 Seiten)      | Die unheimliche Lady (Fix und Foxi 34-40 / 21. Jg. [1973]); Lady Alberta (Carlsen Album 6, 1982; Toonfish Bd. 6, 2013; Gesamtausgabe Bd. 2, 2022) |
| 7.  | Le Fétiche                           | Spirou 2096 v. 15. Juni 1978 bis 2109 v. 14. September 1978, Album 1978 (48 Seiten)     | Der Fetisch (Carlsen Album 7, 1983; Toonfish Bd. 7, 2013; Gesamtausgabe Bd. 3, 2023) |
| 8.  | Hold-up sur pellicule                | Album 1993 (48 Seiten)                                                                  | Bennis großer Auftritt (Carlsen Album 8, 1994; Toonfish Bd. 8, 2014; Gesamtausgabe Bd. 4, 2023) |
| 9.  | L'Île de la désunion                 | Album 1995 (48 Seiten)                                                                  | Auf Benni kommt es an! (Carlsen Album 9, 1995; Toonfish Bd. 9, 2014; Gesamtausgabe Bd. 4, 2023) |
| 10. | La Route du sud                      | Album 1997 (48 Seiten)                                                                  | Benni macht das Rennen (Carlsen Album 10, 1997; Toonfish Bd. 10, 2013; Gesamtausgabe Bd. 4, 2023) |
| 11. | Le Secret d'Églantine                | Album 1999 (48 Seiten)                                                                  | Susis Geheimnis (Carlsen Album 11, 2000; Toonfish Bd. 11, 2013; Gesamtausgabe Bd. 4, 2023) |
| 12. | Chocolats et coups fourrés           | Album 2002 (48 Seiten)                                                                  | Schokolade und Knallbonbons (Carlsen Album 12, 2004; Toonfish Bd. 12, 2013; Gesamtausgabe Bd. 5, 2024) |
| 13. | John-John                            | Album 2004 (48 Seiten)                                                                  | John-John (Toonfish Bd. 13, 2013; Gesamtausgabe Bd. 5, 2024) |
| 14. | Sur les traces du gorille blanc      | Album 2015 (56 Seiten)                                                                  | Auf den Spuren des weißen Gorillas (Toonfish Bd. 14, 2015; Gesamtausgabe Bd. 5, 2024) |

## Film
2014 wurde der erste Band als Spielfilm realisiert, war aber in Frankreich ein Flop.